# Cochranella antisthenesi
Vitreorana antisthenesi là một loài ếch trong họ Centrolenidae.
Nó là loài đặc hữu của Venezuela. Các môi trường sống tự nhiên của chúng là các khu rừng ẩm ướt đất thấp nhiệt đới hoặc cận nhiệt đới, rừng mây ẩm nhiệt đới và cận nhiệt đới, và sông. Loài này đang bị đe dọa do mất môi trường sống.